# Dizzy Atmosphere: Dizzy Gillespie at Zero Gravity
Dizzy Atmosphere: Dizzy Gillespie at Zero Gravity ist ein Jazzalbum von Dave Douglas. Die am 2. September 2019 in den Bunker Studios, Brooklyn entstandenen Aufnahmen erschienen am 1. Mai 2020 auf Greenleaf Music.

## Hintergrund
Der Trompeter Dave Douglas beschäftigte sich bereits zuvor in mehreren Produktionen mit „Größen der Vergangenheit“, mit der Pianistin Mary Lou Williams in Soul On Soul (Sony Legacy, 2000), mit Booker Little auf In Our Lifetime (1994), dem Saxophonisten Wayne Shorter in Stargazer (Arabesque, 1997) und auf einigen weiteren Alben, auf denen er die Musik von Jimmy Giuffre und Carla Bley erforschte, schrieb Dan McClenaghan. Doch weiche Douglas von der Richtung der Nachahmung ab und strebe eher eine Modernisierung und Neuinterpretation der gewählten musikalischen Visionen an. Sieben der neun auf dem Album enthaltenen Stücke sind Douglas-Originalkompositionen, zusammen mit Gillespies „Manteca“ (1947) und „Pickin’ the Cabbage“, ein Titel von 1940 aus Gillspies Zeit bei Cab Calloway and His Orchestra. Im Sextett des Trompeters spielen Dave Adewumi, Matthew Stevens, Fabian Almazan, Carmen Rothwell und Joey Baron.
Dizzy Atmosphere begann als Konzertprogramm, das für eine Aufführung im Jazz at Lincoln Center zusammengestellt wurde, die im Februar 2018 stattfand. Dies führte Douglas mit einem Sextett auf, zu dem Ambrose Akinmusire an der Trompete, der Gitarrist Bill Frisell, der Pianist Gerald Clayton und die Bassistin Linda Oh May Han und Joey Baron am Schlagzeug gehörten. Für eine Aufnahme dieses Programms stellte er jedoch eine andere Gruppe zusammen; einiges davon hatte mit der Verfügbarkeit der Originalmusiker zu tun. Genau wie er Akinmusire im Lincoln Center verwendet hatte, wollte Douglas für die Plattenaufnahme eine jüngere Stimme an der Trompete. „Das war etwas, was Dizzy in seiner eigenen Arbeit immer getan hat“, sagt er. „Eine Generation von Spielern zu fördern, die hinter ihm her sind.“ Die Rolle von Lee Morgan auf dem Album übernahm dann Dave Adewumi, den Douglas zum ersten Mal in einem Kompositionsworkshop im Jazz Masters-Programm der Juilliard School gehört hatte. Anstelle von Frisell holte Douglas den Gitarristen Matthew Stevens, der durch seine Arbeit mit Esperanza Spalding bekannt wurde.

## Titelliste

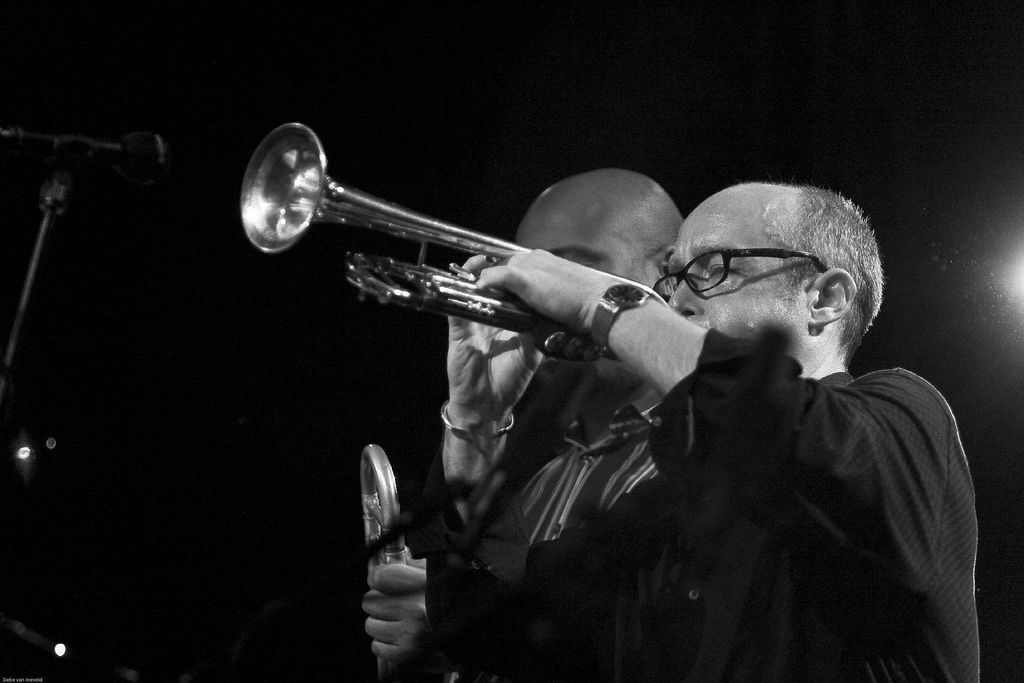
Dave Douglas (2007)

- Dave Douglas: Dizzy Atmosphere - Dizzy Gillespie at Zero Gravity (Greenleaf Music GRE-CD-1076)[2]

1. Mondrian 5:33
2. Con Almazan 8:13
3. Cadillac 6:07
4. See Me Now 4:34
5. Manteca (Gillespie, Chano Pozo, Gil Fuller) 7:42
6. Pickin’ the Cabbage (Gillespie) 4:45
7. Pacific 9:28
8. Subterfuge 6:23
9. We Pray 5:24

Soweit nicht anders angegeben stammen alle Kompositionen von Dave Douglas.

## Rezeption
Matt Collar vergab an das Album im Allmusic vier Sterne und schrieb: „In beiden Fällen verbindet Douglas die kinetische Energie von Gillespies swingenden 1940er-Ensembles mit den nervösen Harmonien und ungewöhnlichen Improvisationen seiner eigenen Gruppe.“ Ebenso synergistisch seien Douglas-Originale wie „Con Almazan“ und „Cadillac“, die auf Gillespies "Con Alma" verweisen und "Swing Low, Sweet Cadillac", aber nehmen sie sie in unerwartete Richtungen und dekonstruieren sie ihre groovigen und gefühlvollen lateinamerikanischen Rhythmen in dramatisch gebrochene Klanglandschaften. Ähnlich unerwartet sind Schnitte wie das launische "See Me Now" mit seiner Gegenüberstellung zwischen Stevens 'schimmerndem High-End Gitarrenlinien und Almazans brüniertes Low-End-Klavier sowie die lebhafte "Subterfuge", deren funkelnde, harmonisierte Trompetenmelodie immer noch an Gillespies hell getönten Big-Band-Arran erinnert Edelsteine.
Nach Ansicht von Dan McClenaghan, der das Album in All About Jazz rezensierte, versucht Douglas, wie bereits in den früheren musikalischen Ehrungen, in das Erbe des Subjekts einzutauchen und dies zu modernisieren. Es beginnt mit „Mondrian“, einer Anspielung auf den niederländischen Künstler und Jazzfan Piet Mondrian, der mit einer stentor-haften Zwei-Trompeten-Feier zum Leben erweckt wird, die bis ins 21. Jahrhundert hinein geht. „Con Almazan“ – ein Douglas-Original, das sich auf Gillespies „Con Alma“ bezieht, habe die Anmutung eines Soundtrack, passend zu dem in der Erdumlaufbahn kreisenden Trompeten-Raumschiff auf dem Cover. Dies sei „eine wunderbar verzerrte Version der Melodie, bei der Gitarrist Matt Stevens ein sengendes Solo aussendet, das vielleicht das Sonnensystem verlassen soll, um in den interstellaren Raum zu reisen, wobei der Pianist Almazan in ein Meer aus Sternenschein ausbricht.“
Mat Micucci nahm das Album in Jazziz in die Liste der empfehlenswerten Veröffentlichungen des Monats auf und schrieb, Dave Douglas erweitere das Konzept des Tributalbums durch seine tiefgreifende Feier von Dizzy Gillespie weiter. Dizzy Atmosphere werde sowohl als Erkundung als auch als Beschwörung verstanden und tauche in einem Sextett mit zwei Trompeten tief in die Werke der Jazzlegende sowie in seine harmonischen Ideen und seinen unübertroffenen kreativen Geist ein. Sieben der Songs auf dem Album sind Originale, aber selbst die beiden Cover sind erfinderisch, vermeiden Nachahmungen und modernisieren dabei Gillespies Erbe, so der Autor.
Tony Dudley-Evans schrieb in JazzTimes, das Sextett, das das Material interpretiert, sei eine Spitzengruppe mit einer doppelten Trompetenfrontline. Wie Gillespie immer bemüht war, die Karrieren jüngerer Trompeter wie Lee Morgan, Jon Faddis und Clifford Brown zu fördern, setze Douglas diese Tradition fort, indem er das Headspiel und die Soli mit Dave Adewumi teilt, einem jungen Spieler aus New Hampshire mit nigerianischem Erbe, den er zum ersten Mal in einer Juillard-Kompositionsklasse kennengelernt hatte. Es gibt eine wunderbare Interaktion zwischen den beiden, ohne dass jemals ein Gefühl des Wettbewerbs besteht. Das Album, resümiert der Autor, sei eine schöne Hommage an einen der ganz Großen des Jazz, der von einer der heutigen Hauptfiguren angeführt wurde.